# Cacomantis
A Cacomantis a madarak osztályának kakukkalakúak (Cuculiformes) rendjébe, valamint a kakukkfélék (Cuculidae) családjába tartozó nem.

## Rendszerezés
A nemet Salomon Müller írta le 1843-ban, az alábbi fajok tartoznak ide:
- halvány kakukk (Cacomantis pallidus[1] vagy Cuculus pallidus)[2]
- Cacomantis leucolophus[1]
- Cacomantis castaneiventris
- legyezőfarkú kakukk (Cacomantis flabelliformis)
- Cacomantis sonneratii
- Cacomantis merulinus
- Cacomantis passerinus
- vörhenyeshasú kakukk (Cacomantis variolosus)
- Cacomantis sepulcralis[1]